# Іллєнко Емілія Іоанівна
Емі́лія Іоа́нівна Іллє́нко  (23 листопада 1934, Бухарест, Румунія — ?, Київ, Україна) — радянська і українська кінорежисерка.

## Життєпис
Закінчила Всесоюзний державний інститут кінематографії (1959). Працювала асистентом режисера і другим режисером на Київській кіностудії ім. О. П. Довженка.
Була членом Національної спілки кінематографістів України.
Похована в Києві на Совському кладовищі. 12 травня 2015 року Вадима Іллєнка поховали на Совському кладовищі біля могили дружини.

## Сім'я
Була дружиною Вадима Іллєнка (1932—2015) — українського кінооператора та кінорежисера .
Зі спогадів актриси Людмили Єфименко про Вадима Іллєнка: «Його покійна дружина Емілія заради нього кинула професію і батьківщину. Переїхала з Румунії до Києва, присвятила себе вихованню дочок, а потім — онуків».

## Фільмографія
Асистент режисера у фільмах:
- «Над нами Південний хрест» (1965, у співавт.; реж. І. Болгарин, В. Іллєнко)
- «Вечір на Івана Купала» (1968, у співавт.; реж. Юрій Іллєнко)
- «Поштовий роман» (1969, у співавт.; реж. Э. Матвєєв)
- «Пізня дитина» (1970, у співавт.; реж. К. Єршов)
- «Зозуля з дипломом» (1971, у співавт.; реж. Вадим Іллєнко)
- «Білий башлик» (1974, реж. В. Савельєв)
- «Там вдалині, за рікою» (1975, реж. Михайло Іллєнко)
- «Припустимо — ти капітан...» (1976, реж. А. Сурикова)

Другий режисер у фільмах:
- «Напередодні прем'єри» (1978, реж. Олег Гойда)
- «Сімейне коло» (1979, реж. В. Довгань)
- «Грачі» (1980, реж. К. Єршов)
- «Ранок за вечір мудріший» (1981, реж. Олександр Муратов)
- «Не було б щастя...» (1983, реж. К. Єршов)
- «Володя великий, Володя маленький» (1985, реж. В. Криштофович)
- «Дама з папугою» (1988, реж. А. Праченко)
- «Відьма» (1990, реж. Г. Шигаєва)
- «Розсмішіть клоуна» (1984, реж. М. Рашеєв)
- «Господи, прости нас, грішних» (1992, реж. А. Войтецький) та ін.

Сценарист у співавт. з Вадимом Іллєнком:
- «Геллі і Нок» (1995, реж. В. Іллєнко) за О. Гріном[3].